# Adriano Maggiani
Adriano Maggiani (La Spezia, 31 maggio 1943 – Firenze, 30 maggio 2025) è stato un archeologo, etruscologo e funzionario italiano.

## Biografia
Laureatosi in archeologia all'Università di Pisa, dopo essersi specializzato presso la Scuola archeologica italiana di Atene fu ispettore presso la Soprintendenza archeologica della Toscana e dal 1990 professore ordinario di Etruscologia e antichità italiche presso l'Università Ca' Foscari di Venezia. Dal 1998 al 2002 fu Direttore dell'Istituto per l'archeologia etrusca e italica per il Consiglio Nazionale delle Ricerche (CNR). Nel 2017 diventò vice presidente dell'Istituto Nazionale di Studi Etruschi ed Italici
Maggiani effettuò scavi in Turchia, Calabria, Lazio e soprattutto Toscana.  Si occupò in particolare della cultura sepolcrale, della scultura, della religione etrusca nonché di epigrafia e di aspetti dell'arte e della cultura di epoca preromana degli antichi Liguri e Veneti.
Maggiani fornì una panoramica di base sui problemi di lettura e interpretazione della Tabula Cortonensis e dei nomi degli dei sul fegato di Piacenza.
Per il Corpus Inscriptionum Etruscarum (CIE), una raccolta di antiche iscrizioni etrusche, scrisse il volume 3, 4 (Tit. 11539-12113). Maggiani aveva inoltre contribuito alla redazione del Thesaurus Cultus et Rituum Antiquorum (ThesCRA), un'opera di riferimento in più volumi sui culti e riti religiosi dell'antichità.

## Opere
- Aska Eleivana. In: Studi Etruschi. 40, 1971, S. 183–187.
- La Bottega dell’urna Guarnacci 621. Osservazioni su una fabbrica volterrana del I sec. a. C. Firenze 1976.
- Qualche osservazione sul fegato di Piacenza. In: Studi Etruschi. 50, 1982 (1984), S. 53–88.
- Progetto Etruschi. Artigianato artistico in Etruria. Volterra e Chiusi, 18 maggio – 20 ottobre 1985. Electa, Milano 1985.
- (con Enrico Pellegrini): La media Valle del Fiora dalla preistoria alla romanizzazione. Comunità Montana Zona S colline del Fiora 1985.
- Artigianato artistico. L’Etruria settentrionale interna in eta ellenistico. Electa, Milano 1985.
- La situazione archeologica dell’Etruria settentrionale. In: Crise et transformations des sociétés archaïques de l'Italie antique au Ve siècle av. J.-C. Roma 1990, S. 23–49 ().
- (FR)  Réflexions sur la religion étrusque primitive. De l’époque villanovienne à l’époque archaïque. In: Les Étrusques, les plus religieux des hommes. État de la recherche sur la religion étrusque. Parigi 1997, S. 431–447.
- Vasi attici figurati con dediche a divinità etrusche. L’Erma di Bretschneider, Roma 1997, ISBN 8876890696.
- (con Adriana Emiliozzi): Caelatores. Incisori di specchi e ciste tra Lazio ed Etruria. Atti della giornata di studio, Roma, 4 maggio 2001. Consiglio Nazionale delle Ricerche, Roma 2002.
- (con Maristella Pandolfini): La Tabula Cortonensis e il suo contesto storico-archeologico. Atti dell’incontro di studio, 22 giugno 2001. Consiglio Nazionale delle Ricerche, Roma 2002.
- Corpus Inscriptionum Etruscarum. Band 3, Faszikel 4: Tit. 11539–12113: Inscriptiones in instrumento et Rusellis et Vetuloniae et in earum agris repertae. Consiglio Nazionale delle Ricerche, Roma 2004.
- La divinazione in Etruria. In: Thesaurus Cultus et Rituum Antiquorum. Bd. 3, 2005, S. 52–78.
- La preghiera in Etruria. In: Thesaurus Cultus et Rituum Antiquorum. Bd. 3, 2005, S. 142–150.
- (con Giovannangelo Camporeale): Volterra. Alle origini di una città etrusca. Atti della giornata di studio in memoria di Gabriele Cateni, Volterra, 3 ottobre 2008. F. Serra, Pisa 2009, ISBN 9788862272131.